# MPMan F10

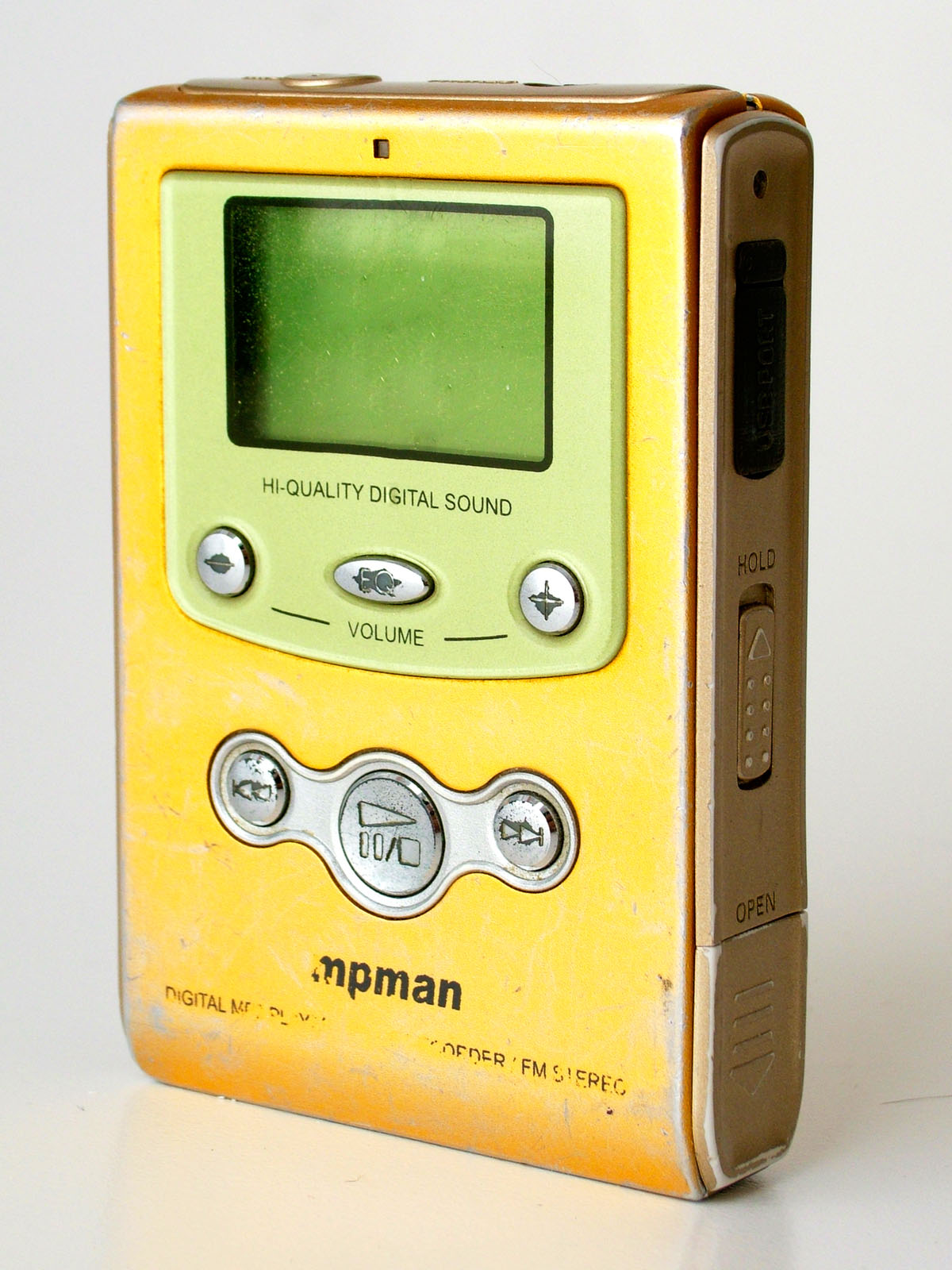
MPMan MP-f60

MPMan F10 — перший портативний цифровий аудіоплеєр на ринку Північної Америки, розроблений SaeHan Information Systems, компанією зі штабквартирою в Сеулі, Південна Корея, і імпортований Eiger Labs, Inc.
MPMan був першим плеєром з якого почалася нова ера портативного аудіо. Перше покоління було випущене влітку 1998 мало 32 МБ пам'яті.